# Samsung Galaxy S9
Самсунг Галакси С9 и Самсунг Галакси С9 + су андроид паметни телефони које производи Самсунг Електроникс као део Самсунг Галакси С серије. Уређаји су представљени на Мобилном Светском Конгресу у Барселони 25. фебруара 2018. године, као наследници Самсунг Галакси С8 и С8 +.
Галакси С9 и С9 + имају скоро исте карактеристике као и С8 серија, са истом величином екрана и пропорцијом, као и њихов претходник. Једна веома запажена промена у разликовању модела је локација сензора отиска прста. Док се С8 налази поред камере, код С9 је испод саме камере. Међутим, најзначајније, код линије С9 је што је опремљена са неколико побољшања камере у односу на С8.
Телефон је добио опште позитивне критике, а критичари углавном примећују побољшану камеру и боље позиционирани скенер отиска прста. Критичари, међутим, још увек критикују недостатак великих побољшања карактеристика у односу на свог претходника.

## Лансирање
Многе карактеристике  и промене у дизајну Галакси С9 су процуреле недељама пре званичног представљања, а званични видео снимак је пуштен неколико сати пре откривања.

## Спецификације

### Хардвер
Са предње стране, Галакси С9 и С9 + изгледају идентично као С8 и С8 +. Оба модела имају 1440п Супер АМОЛЕД екране, са односом ширине и висине 18,5: 9. С9 има 5,8-инчни панел, док С9 + користи већи 6,2-инчни панел.
У већини земаља, С9 и С9 + долазе са Самсунг Екинос 9810 СоЦ. Верзије које се продају у Сједињеним Државама, Канади, Кини, Хонг Конгу, Јапану и Латинској Америци долазе са Куалком Снапдрагон 845 СоЦ.
С9 долази са 4 GB РАМ-а, С9 + долази са 6 GB РАМ-а. Оба уређаја имају опције за складиштење од 64, 128 и 256 GB и имају могућност коришћења мицро СД картице за проширење меморије на максимално 400 GB.
Капацитети батерија су исти као и код њихових претходника: 3000 mAh за С9 и 3500 mAh за С9 +. Баш као и његов претходник, С9 подржава АирФуел Индуктиве (енг. AirFuel Inductive) (бивши ПМА) и Вајрлес Повер Консортијум (енг. Wireless Power Consortium's Qi) стандарде за бежично пуњење.
С9 и С9 + сада имају стерео звучнике подешене од стране АКГ-а, а телефони имају и Долби Атмос подршку за окружујући звук, штавише  С9 и С9 + су два од неколико паметних телефона који и даље задржавају 3.5mm прикључак за слушалице.
Тамо где С9 и С9 + имају најуочљивију промену у односу на С8 линију је на задњој страни телефона. Сензор отиска прста је померан са десне стране камере на централизованију локацију одмах испод камере, као на Галакси А8 и А8 +. Додат је сигурнији метод за откључавање, где су препознавање лица и скенирање бленде спојени у један и називају се Интелиџент Скен (енг. Intelligent Scan).
Камере на оба телефона су добили побољшања. С9 + има поставку камере са два објектива на задњој страни, као на Галакси Ноте 8, док С9 има само једну камеру са задње стране. Оба телефона имају задњу камеру двоструког отвора бленде која се може пребацивати између f / 1.5 и f / 2.4, у зависности од услова осветљења. Телефони могу снимати 4К при 60 кадрова у секунди (ограничено на 5 мин), 1080p на 240 кадрова у секунди и 960 кадрова у секунди "Супер Сло-Мотион" видео на 720p за 0,2 секунде. АР Емоји, слично Апловим анимацијама (енг. Apple's Animoji) на Ајфон X-у, нова функција која омогућава кориснику да емотиконице направи на себи.
Постоји и неколико конструкцијских побољшања у поређењу са моделима С8 и С8 +, углавном за физичку издржљивост, као што је дебље стакло, дебљи метални оквир и различите (мање подложне деформацији) металне легуре које се користе за оквир.

### Софтвер
С9 и С9 + се испоручују са Андроид 8.0 "Орео" са Самсунг Икспиријенс (енг. Samsung Experience) корисничким интерфејсом и софтверским пакетом. Углавном је непромењен у односу на верзије које се могу наћи на С8 и Ноте 8, али додаје додатне функције као што су нове опције за прилагођавање, живи превод у апликацији камере и подршка за оријентацију пејзажа за почетни екран Самсунг-а.
У јануару 2019, Самсунг је почео да издаје Андроид 9.0 "Пие" за С9. Ова надоградња представља главну обнову Самсунг-овог Андроид корисничког искуства познатог као Оне УИ. Главни елемент дизајна Оне УИ  је намерно репозиционирање кључних елемената корисничког интерфејса у апликацијама за делове како би се побољшала употребљивост на великим екранима: многе апликације укључују велика заглавља која гурају почетак садржаја ка центру екрана, док су навигационе контроле и други захтеви уместо тога често се приказују при дну екрана.

## Рецензије
Џон МаКен из медијског сајта Течхрадара је похвалио  побољшану камеру и нову локацију сензора отиска прста, али је критиковао да је сувише сличан свом претходнику (Галакси С8) и да има ограничену АР Емоји функционалност.
Брајан Хетер из издавачке куће ТехКрунча (енг. TechCrunch) прегледао је С9 +  8. марта 2018. године и рекао да је телефон изграђен на "успеху С8 на више начина".
Компјутерски свет је дао позитивну оцену телефону и рекао да је "мерљиво бољи од свог претходника", али је приметио да није постојала нова карактеристика која је посебно "узбудљива". ПЦ Магазин је такође дао позитивне критике за Галакси С9 и С9 +.
ЦНБЦ Тод Хаселтон је изјавио 8. марта да је С9 + супериоран у односу С9, из разлога као што су већи екран и друга камера, као и више РАМ-а и батерије.
Самуел Гибс из часописа Гардијан за С9 + дао је 5/5 звезди, а наслов је био "најбољи велики екран смарт телефона на миљу". Екран и камера су похваљени, али је у прегледу наведено да је батерија боља. Он је такође ценио што има прикључак за слушалице, упркос многим другим телефонима који га немају.
С9 + камера је добила резултат од ДxОМарка 99 поена, који је у то време био највећи резултат који је додељен камери мобилног уређаја. Убрзо су га надмашили Хуавеи П20 и П20 Про, који су постигли 102 односно 109 поена.
Ден Сеиферт из медија Вергa (енг. The Verge) дао је С9 резултат од 8.5, наводећи да су његове перформансе, камера и дизајн задовољавајући. Међутим, он није био задовољан просечним веком трајања батерије и додатком Биксби-ја, такође је рекао да Самсунг има лошу историју ажурирања својих паметних телефона.

### Продаја
Самсунг је описао продају Галакси С9 као "спор" у њиховом извештају о оствареним приходима у другом кварталу 2018. године. Аналитичари су предвидели да ће телефон бити најгори продајни модел Галакси С-а још од Самсунг Галакси С5. Према тврдњама (Капиталног тржишта), око 31 милион Самсунг Галакси С9 испоручено је са 10 милиона продајних јединица широм света.

## Проблеми

### Проблеми са екраном
Отприлике недељу дана након пуштања уређаја, корисници су почели да уочавају проблеме на екрану, где неће успети да региструју унос у било којој одређеној области екрана, чак и након фабричког ресетовања. Корисници су то назвали "мртвим зонама". Самсунг је одговорио тако што је објавио изјаву да су "гледали у ограничен број извештаја о проблемима осетљивости екрана Галакси С9 / С9 +".

### Блек Креш проблеми
Неки корисници Галакси С9 су пријавили такозвани блек креш (енг. "Black Crush") проблем, где дисплеј има проблем приказивања различитих нијанса тамних боја. Самсунг је одговорио са изјавом да су они свесни да ограничен број пријава Галакси С9 и С9+ приказује тамне боје различито од намењеног у одређеним случајевима али није обезбеђено званично решење за ово још увек.

### Проблем трајања батерије
Многи корисници Екинос (енг. Exynos) верзије телефона имали су подељена искуства о временском трајању батерије. Аналитичари су открили да четворојезгарни дизајнирани Самсунг, био је лоше подешен што је резултирало смањеном временском трајању батерије. Овај проблем, међутим, је био адресиран у делу са ажурирањем објављеном Августа 2018.

### Екинос 9810 перформансе
У претходним Галакси С телефонима Екинос процесор је радио слично кao Снапдрагон. У С9 Еконос 9810 радио је релативно споро за главни телефон и у поређењу са Снапдрагон 845. Ово није било очигледно у синтетичким ознакама висине, али много више у ознакама висине које су симулирале особине стварног света као што је ПЦМарк (енг. PCMark).